# Calypte anna
Il colibrì di Anna (Calypte anna (Lesson, 1829)) è un uccello della famiglia Trochilidae, diffuso in Nord America, così chiamato in onore di Anna Massena, Duchessa di Rivoli.

## Descrizione
È un colibrì di media taglia, lungo 10–11 cm, con un peso di 3,3–5,8 g.

## Biologia
È una specie nettarivora che si nutre del nettare di arbusti di varie specie tra cui Ribes, Diplacus e Salvia.

## Distribuzione e habitat
L'areale di questa specie comprende Canada, Stati Uniti e Messico.